# Ruggero Valli
Ruggero Valli (Roma, 27 maggio 1998) è un doppiatore italiano.

## Biografia
Ha cominciato l'attività di doppiatore a cinque anni, doppiando Brent Kinsman nel film Una scatenata dozzina e prestando la voce al medesimo attore anche nel 2006 nel seguito del film, Il ritorno della scatenata dozzina. Ha così cominciato una prolifica attività di doppiaggio proseguita con la partecipazione alle versioni italiane di film, lungometraggi d'animazione e serie televisive.

## Vita privata
Tutta la sua famiglia lavora nel doppiaggio: il padre Carlo Valli, la madre Cristina Giachero e il fratello minore Arturo Valli.

## Doppiaggio

### Cinema
- Brent Kinsman in Una scatenata dozzina, Il ritorno della scatenata dozzina
- Nathan Gamble in The Mist, Io & Marley
- Asa Butterfield in Il bambino con il pigiama a righe, Tata Matilda e il grande botto
- Jaden Smith in La ricerca della felicità
- Alexander Potts in Le crociate - Kingdom of Heaven
- Tommy Nelson in The Good Shepherd - L'ombra del potere
- Samuel Garland in Glory Road - Vincere cambia tutto
- Barbara Scaff in Arthur e il popolo dei Minimei
- Samuel Garland in I segni del male
- Spencir Bridges in Il campeggio dei papà
- Ty Panitz in Perché te lo dice mamma
- Nicolas Thau in Big City
- Alex Ferris in Invisible
- Odnyam Odsuren in Mongol
- Jack Samson in Zodiac
- Dustin Bollinger in L'assassinio di Jesse James per mano del codardo Robert Ford
- Austin Williams in Michael Clayton
- Antonio Ortiz in Illegal Tender
- Driss Spisosa in Taxxi 4
- Nicholas Art in Il diario di una tata
- Devin Brochu in Nella valle di Elah
- Khamani Griffin in Norbit
- Roger Princep in The Orphanage
- Micah Berry in Noi due sconosciuti
- Aramis Knight in Rendition - Detenzione illegale
- Jackson Bond in Invasion
- Taylor Warden in The Burning Plain - Il confine della solitudine
- Francisco Burgos in Pride and Glory - Il prezzo dell'onore
- Damani Roberts in A casa con i miei
- Thomas Obled in Racconto di Natale
- Kacey Mottet Klein in Home
- Jason Spevack in Sunshine Cleaning
- Jiao Xu in CJ7 - Creatura extraterrestre
- Devon Conti in Changeling
- Kody Smit-McPhee in The Road
- Chandler Canterbury in Segnali dal futuro
- Trevor Gagnon in Il mistero della pietra magica
- Maxime Godart in Il piccolo Nicolas e i suoi genitori
- Chandler Frantz in Stanno tutti bene - Everybody's Fine
- Chandler Canterbury in After.Life
- Sam M. Hall in Misure straordinarie
- Jake Cherry in L'apprendista stregone
- Finley Jacobson in Sansone
- Hugo Lavendez in Vento di primavera
- Zoé Héran in Tomboy
- Kaoru Fujiwara in Confessions
- Darsheel Safary in Stelle sulla terra

#### Animazione
- Rusty in Gli Incredibili - Una "normale" famiglia di supereroi
- Il picchio Quill in Cappuccetto Rosso e gli insoliti sospetti
- Chiodino in La gang del bosco
- Mambo da piccolo in Happy Feet
- Brutto da piccolo in Nome in codice: Brutto Anatroccolo
- Pinna da piccolo in The Reef - Amici per le pinne
- Gregory in Tiffany e i tre briganti
- Flounder in La sirenetta - Quando tutto ebbe inizio
- Sosuke in Ponyo sulla scogliera
- Sammy da piccolo in Le avventure di Sammy
- Jake in Jake e i pirati dell'Isola che non c'è

### Televisione
- Matthew Josten in Rodney
- Dominic Scott Kay in Babbo Natale cerca moglie
- Logan Arens in Hidden Places
- Zack Ludwig in Eureka
- Max Burkholder in Brothers & Sisters - Segreti di famiglia
- Jake Cherry in Desperate Housewives
- Atticus Shaffer in The Middle
- Robbie Kay in C'era una volta
- Tupac Larriera in Incorreggibili
- Davis Cleveland ne Il mio amico è una bestia e Il mio amico è una bestia 2